# كوثر (طائرة مقاتلة)
طائرة كوثر (بالإنجليزية: Kowsar)‏ هي أول مقاتلة إيرانية محلية الصنع من الجيل الرابع بمنظومة (Avionic) الإلكترونية للطيران والتي تم تصميمها وتصنيعها بالكامل بخبرات وإمكانيات إيرانية بوزارة الدفاع. وبالإمكان إنتاج هذه الطائرة بنوعين، أحادية المقصورة وثنائية المقصورة، حيث أن ثنائية المقصورة فضلاً عن كونها قتالية يمكن إستخدامها لتدريب الطيارين في مرحلة متقدمة. وكشفت جمهورية إيران النقاب عن «أول طائرة حربية محلية الصنع» في البلاد، بينما جاء الإعلان حينما كان الإيرانيون يحتفلون بعطلة عيد الأضحى، ويشاهدون عرض الطائرة في منازلهم عبر التلفزيون. وأظهرت لقطات مصورة بثتها وسائل الإعلام الحكومية الرئيس الإيراني الدكتور حسن روحاني وهو في قمرة القيادة خلال الكشف عن المقاتلة التي حملت اسم كوثر. تقارير صحافية محلية، أكدت بأنه يمكن استخدام طائرة كوثر في مهمات الدعم الجوي القصير، وهي مجهزة بأنظمة تعمل على تعزيز الضربات الدقيقة. وقال التلفزيون الرسمي إن الطائرة - وهي ذات مقعدين - قامت بطلعات تجريبية ناجحة، وبُثَّ لها مشاهد وهي على مدرج للقيام بأول طلعة علنية استعراضية لها. يشار إلى أن صنع المقاتلة كوثر يجعل جمهورية إيران في عداد القليل من الدول التي تمتلك تكنولوجيا تصميم وتصنيع المقاتلات بمنظومة (Avionic) والسيطرة على النيران من الجيل الرابع. ان مقاتلة كوثر الحربية تشكل رسالة ردعية إيرانية جديدة وذلك بعد تحليقها بنجاح في سماء العاصمة طهران.
كُشِفَ عنها في يوم الصناعات الدفاعية الإيرانية برعاية الرئيس الإيراني ووزير الدفاع وقادة عسكريين.

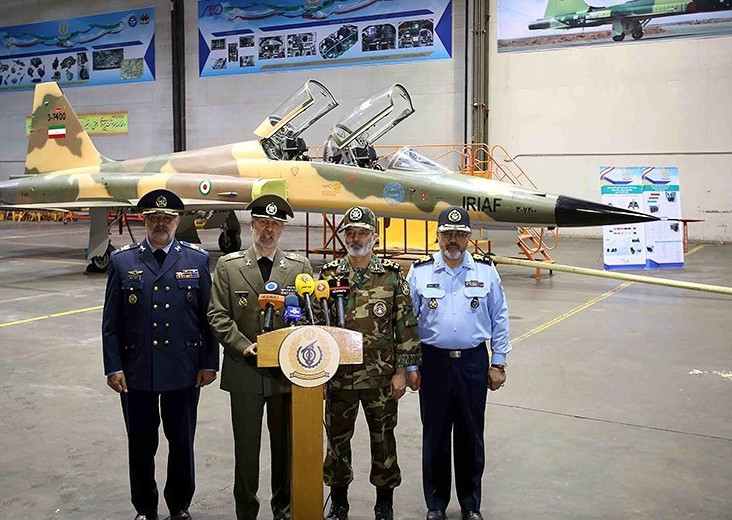
الكشف عن طائرة كوثر المقاتلة من الجيل الرابع

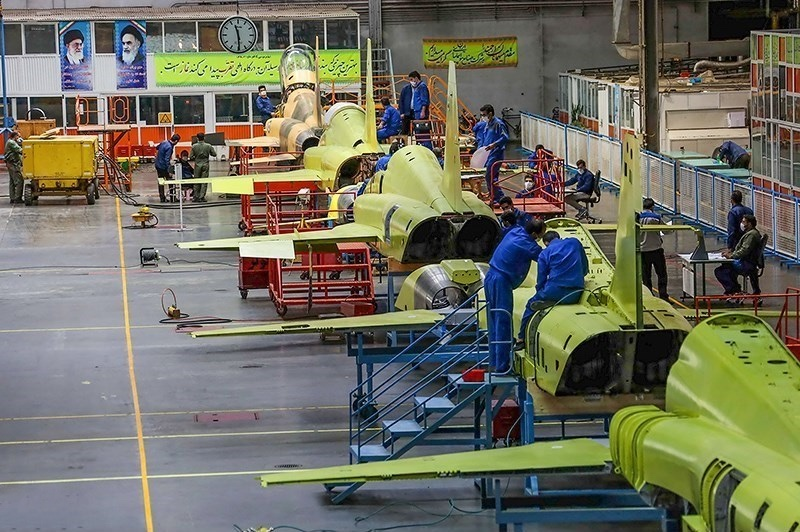
افتتاح خط الإنتاج الخاص بمقاتلة كوثر الإيرانية

## كشف النقاب عن الطائرة
في اليوم الوطني للصناعات الدفاعية، كشفت جمهورية إيران عن أول طائرة محلية الصنع «كوثر». وذلك يوم الثلاثاء 2018/8/21 لتكون أول طائرة مقاتلة محلية الصنع، في وقت شدد فيه الرئيس الإيراني الدكتور حسن روحاني على أن الهدف الوحيد من قوة طهران العسكرية هو ردع الأعداء وإقامة سلام دائم. وأظهرت مشاهد التلفزيون الرسمي الرئيس حسن روحاني جالساً في قمرة قيادة الطائرة الجديدة «كوثر»، خلال فعاليات اليوم الوطني للصناعات الدفاعية في طهران. وحضر المراسم أيضاً وزير الدفاع واسناد القوات المسلحة العميد أمير حاتمي ومساعد رئيس الجمهورية في الشؤون التقنية سورنا ستاري وعدد من القادة العسكريين والمسؤولين في وزارة الدفاع. وبدأت صباح يوم الثلاثاء 2018/8/21 مراسم الذكرى السنوية للصناعة الدفاعية تحت شعار (الصناعة الدفاعية، رمز الإنتاج الوطني والاقتدار الدفاعي). وذلك برعاية رئيس الجمهورية الإيرانية الدكتور حسن روحاني، وتفقد الرئيس روحاني قبل بدء المراسم، معرض إنجازات الصناعة الدفاعية في البلاد. وتمت خلال هذه المراسم إزاحة الستار عن أول طائرة مقاتلة محلية الصنع باسم كوثر.

## صناعة الطائرة
تتمتع هذه المقاتلة التي تم تصنيعها من قبل خبراء الصناعات الجوية بوزارة الدفاع الإيرانية بأحدث المنظومات القتالية والإستطلاعية وهي مقاتلة من الجيل الرابع. حيث ان جميع الأنظمة الموجودة في طائرة كوثر متطورة ومحلية الصنع.

## خصائص الطائرة
ان طائرة كوثر المقاتلة مزودة بإلكترونيات طيران متطورة ورادار متعدد الإستخدامات، وهي محلية الصنع مئة في المئة. وتحتوي مقاتلة كوثر التي كُشِفَ عنها سنة 2018م راداراً متطوراً متعدد المهام لتوجيه إطلاق النار للسيطرة على النيران من اجل رفع مستوى الدقة في كشف الأهداف والتهديدات، بالإضافة إلى منظومات الخرائط المتحركة الذكية، كما أنها مزودة بشبكات البيانات الرقمية العسكرية المتوافقة مع الجيل 4 إلى جانب شاشات العرض الرقمية متعددة الأغراض. ومنظومة تصويب متطورة أمام الطيار (HUD) بهدف زيادة الدقة للسلاح والمعدات.  كما وأنها مزودة بمنظومة Avionic الإلكترونية للطيران. وأوضحت وكالة فارس الإيرانية للأنباء أن المقاتلة الجديدة تتمتع بهندسة متطورة متكاملة تمكنها من التعامل مع النيران المعادية وذلك باستخدام شبكة بيانات رقمية عسكرية مطابقة للجيل الرابع، وحسابات السلاح البالستية.

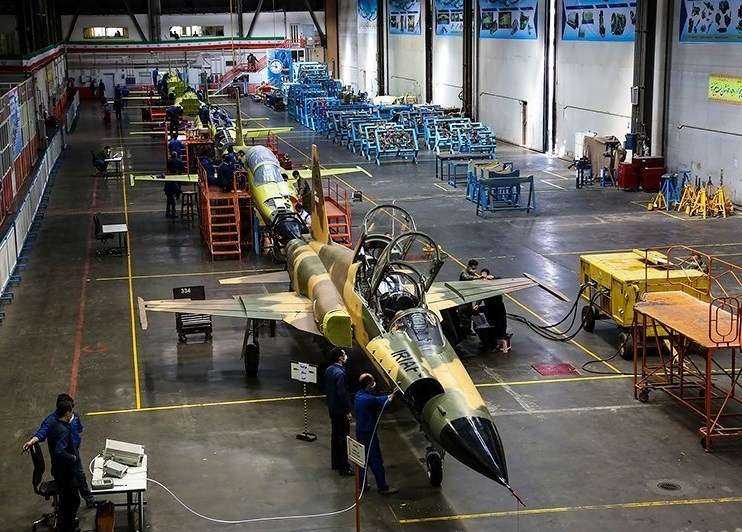
خط إنتاج المقاتلة كوثر الإيرانية

## عرض المقاتلة الإيرانية كوثر في روسيا
تم عرض نموذجاً مصغراً للمقاتلة الإيرانية كوثر متعددت الإستخدامات للمرة الأولى في معرض خارج جمهورية إيران في روسيا. ففي تموز/ يوليو من سنة 2017م إنطلق المعرض الجوي الدولي في روسيا بعنوان (ماكس 2017) في مدينة جوكوفسكي، حيث شاركت فيه عدة شركات إيرانية بما فيها 3 شركات معرفية من وزارة الدفاع الإيرانية، عرضت خلاله قدراتها في عدة أجنحة. وفي هذا المعرض تم عرض مجسم للمقاتلة الإيرانية كوثر والذي تم تصميمها وصناعتها على يد المتخصصين الإيرانيين.

## ردود أفعال
إيران
- الرئيس الإيراني:

في كلمته بمراسم إزاحة الستار أكد الرئيس الإيراني حسن روحاني أن مقاتلة «كوثر» التي حلقت بسماء إيران تشكل مفخرة للبلاد لأنها صنعت بخبرات وإمكانيات إيرانية بحتة، مضيفاً أن الأعداء يعرفون اليوم جيداً أن الاعتداء على إيران مكلف جداً لهم، وأميركا لا تهاجمنا بسبب قوتنا ولأنها تعرف تكاليف هذه الخطوة. وأكد روحاني، أهمية القوات المسلحة في الدفاع عن البلاد، قائلاً إن الدفاع عن البلاد سيكون مكلفاً جداً عندما تكون القوات المسلحة بعيدة عن الشعب.
- وزير الدفاع الإيراني:

في نفس المراسم صرح وزير الدفاع الإيراني العميد أمير حاتمي، «أصبحنا اليوم نستطيع توفير احتياجات البلاد الدفاعية دون خوض سباق التسلح، والمقاتلة التي تم إزاحة الستار عنها اليوم تستطيع تلبية جزء من احتياجات البلاد، فضلاً عن إمكانية تحديث الأسطول الجوي القديم بالاعتماد على التكنولوجيا المستخدمة في هذه المقاتلة. وبالإمكان إنتاج هذه الطائرة بنوعين، أحادية المقصورة وثنائية المقصورة، حيث أن ثنائية المقصورة فضلاً عن كونها قتالية يمكن إستخدامها لتدريب الطيارين في مرحلة متقدمة».
- رئيس منظمة الصناعات الجوية:

وزير الدفاع الإيراني العميد أمير حاتمي سنة2017

 أدلى أمیر سرتیپ عبد الکریم بنی‌ طرفی رئيس منظمة الصناعات الجوية للقوات المسلحة بتصريحات، أكد فيها أن ما تم إزاحة الستار عنه اليوم، هو المقاتلة الحربية كوثر، وأن جميع أجهزتها وأنظمتها متطورة ومحلية الصنع، وبناءً على أمر من رئيس الجمهورية تم إزاحة الستار عنها. وأضاف بني طرفي أن طائرة (كوثر 88) التي تم كشف الستار عنها العام 2017، هي مجرد طائرة تعليمية وسرعتها تحت الصوت، وتختلف عن هذه الطائرة.

## معرض الصور

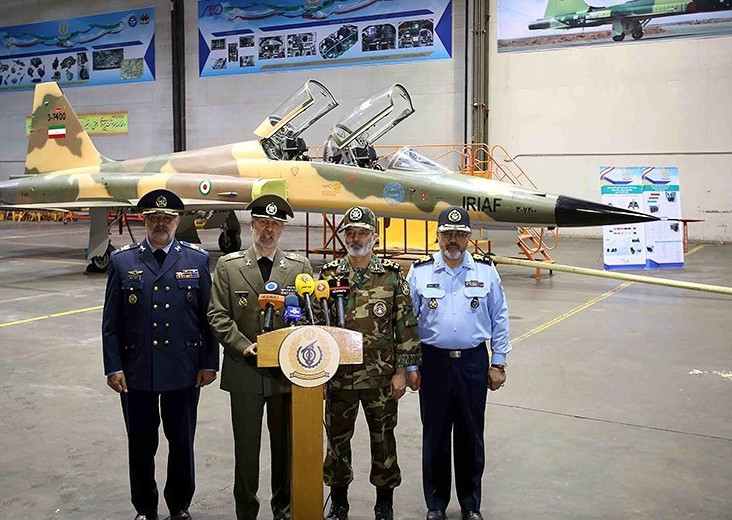
الكشف عن طائرة كوثر المقاتلة من الجيل الرابع

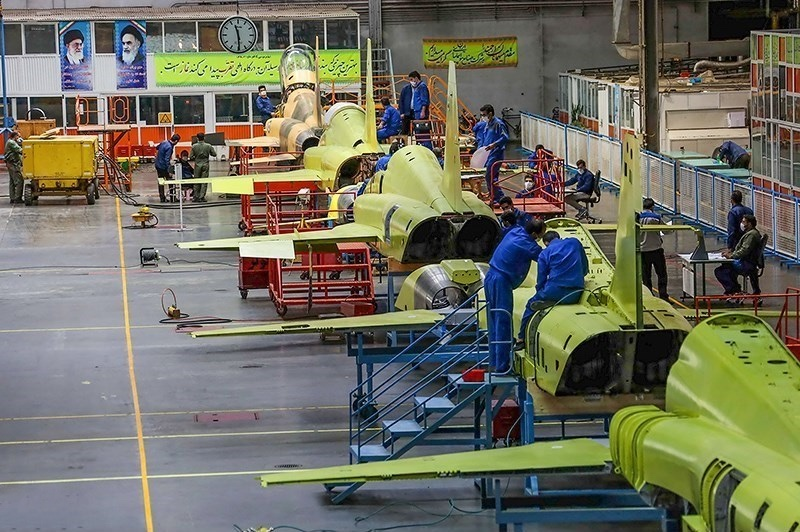
افتتاح خط الإنتاج الخاص بمقاتلة كوثر الإيرانية

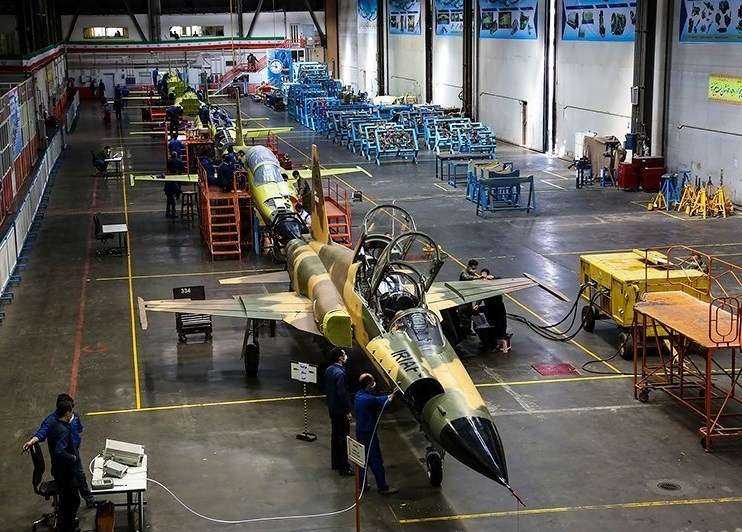
خط إنتاج المقاتلة كوثر الإيرانية

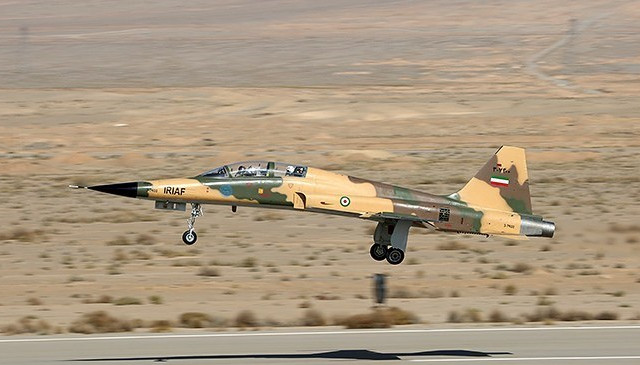
طائرة كوثر الإيرانية أثناء التحليق